# Triogma kuwanai kuwanai
Triogma kuwanai kuwanai is een ondersoort van de tweevleugelige Triogma kuwanai uit de familie buismuggen (Cylindrotomidae). De soort komt voor in het Palearctisch gebied.